# Raffaele Cattaneo
Raffaele Cattaneo (* 15. září 1962 Saronno) je italský manažer a regionální politik. Původně byl členem strany Forza Italia, od roku 2018 se angažuje ve středopravém uskupení My s Itálií.
Vystudoval ekonomii. Od roku 1995 pracoval v regionální správě a mezi lety 2005 až 2018 byl opakovaně zvolen do regionálního zastupitelstva. V letech 2013 až 2018 byl předsedou lombardského regionálního zastupitelstva. V roce 2018 jej guvernér (Presidente) Attilio Fontana jmenoval do regionální vlády pro životní prostředí a klima. Ve funkci působil do konce volebního období v roce 2023; aktuálně působí jako tajemník úřadu guvernéra pro zahraniční a evropské záležitosti.